# Agrotis chretieni
Espèce
Agrotis chretieni, l’Agrotide de Chrétien, est une espèce rare et localisée de lépidoptères, volant en France sur une très courte période (dernière semaine d'avril/première semaine de mai).
Synonyme
- Euxoa chretieni Dumont, 1903

## Distribution
Endémique à l'ouest de l'Europe : du Portugal à la France.

## Sous-espèces
La forme typique est espagnole, et, par la suite, Constantin Dumont (1849-1932) puis Charles Boursin (1901-1971) ont décrit deux sous-espèces françaises, A. c. lafauryi Dumont 1920 et A. c. pyrenaica Boursin 1944. La première vole dans les Landes et la seconde dans les Hautes-Pyrénées.